# Vítrholc
Vítrholc je radikální brněnské undergroundové uskupení umělců prezentující především současnou autorskou poezii v originálním hudebním electro-bigbítovém podání.

## Historie
Uskupení Vítrholc vzniklo roku 1994 při vydání stejnojmenného almanachu poezie, kterých dodnes vyšlo devět, z nichž onen poslední redigoval J. A. Pitínský a byl vydán v nakladatelství Větrné mlýny. Zakladatelé Vítrholce vysvětlují jeho vznik slovy: „Kdyby si oficiální literatura počínala jinak a nekodifikovala umění na nízké a vysoké, asi bychom se na to vysrali.“
Vítrholc od začátku existence klade důraz na živou prezentaci poezie, na autentičnost: „Pro Vítrholc je podstatný vztah, přístup. Poetika jako stav mysli.“ Autorská čtení a performance Vítrholce se v devadesátých letech odehrávaly především v hospodách a na večírcích v úzkém kruhu lidí, případně na vernisážích spřízněných výtvarných umělců (František Kowolowski, Linda Dostálková, David Možný, Ivan Krajíček, Šipoš, 40A a další).
Po miléniu většinu času performativní jádro Vítrholce tvořili či stále tvoří Karel Škrabal, Dalibor Maňas, Jaroslav Škvarna, František Kowolowski, Pavel Pohořelský, později Mirka Ábelová a Krista Kašpar. V roce 2005 vydali hudební album Vítrholc 100, v němž se projevuje jejich signifikantní electro-industriální hudební projev míšený rockovými kytarami a přístupy, ovlivněné mj. soudobým trip-hopem.
V průběhu let 2018 a 2019 přijal Vítrholc nové členy: Filipa Klegu, Dominika Bárta a Jana Waldu Valíka (odchod 2023), s jejichž příchodem Vítrholc nově nabyl plné rytmické rockové sestavy a hudební tvorba se z electra přiblížila více bigbítovému undergroundu.
Vítrholc ve svých skladbách prezentuje především texty zakládajících členů Karla Škrabala a Dalibora Maňase, rozličně ale i texty spřátelených autorů, např. Bořka Mezníka, Nikoly Muchy, Romana Krištofa, Kateřiny Koutníkové.
V roce 2023 se Vítrholc jemně posouvá k trip-hopovému výrazu a vystupuje v sestavě Krista Kašpar, Eliška Hondlová, Karel Škrabal, Dalibor Maňas, Jaroslav Škvarna, Dominik Bárt, Filip Klega a Pavel Pohořelský. Filip Klega ve stejném roce vyhrává cenu Jiřího Ortena a Jaroslav Škvarna vydává v počtu osmi kusů svoji první básnickou sbírku Sedí na baru Bůh a Bůh.
K identitě Vítrholce patří jasné a silné brněnské kořeny, i když jeho současní členové pocházejí z různých koutů republiky od severních Čech až po Ostravu.
Svou tvorbu, vyjma oficiálně vydaných almanachů, autorských čtení a koncertních vystoupení, uskupení prezentuje i online na bandzone.cz/vitrholc nebo na facebook.com/groups/vitrholc/.